# 牧羊人运动
牧羊人運動、牧人運動（Shepherding Movement），又稱為門徒訓練運動（Discipleship Movement），興起於 1970 年代，是美國、英國、澳大利亞一些靈恩派教會中，一個影響和爭議都很大的運動。這個運動強調新約聖經中「彼此／互相」的經文，以及提摩太後書第二章使徒保羅所描繪的師徒關係。

## 歷史概述
牧羊人運動開始於四位著名的靈恩派聖經教師：Bob Mumford、葉光明（Derek Prince）、Charles Simpson、Don Basham，是針對佛羅里達州南部一項靈恩派事工的道德破產作出的回應。四人目擊了這個失敗，感到他們在生活中缺少互相問責的機制，使得他們易受攻擊。他們還感到靈恩運動正在變得主觀及個人主義。這些認識使他們決定在生活和事工中彼此互相順服。Ern Baxter 後來也加入了這個團體的核心領導層，他們被稱為勞德代爾堡五人（Fort Lauderdale Five）。
勞德代爾堡五人從一個每週聚會的聖經研究小組，發展成為聖靈教導事工（The Holy Spirit Teaching Mission）。這個跨宗派的團體於 1966 年註冊成立，在佛羅里達州舉辦教學會議，後來又在其他州舉辦會議，擴大了活動範圍。1969 年，它創辦了一本雜誌《新酒》（New Wine），並於 1972 年更名為基督教成長事工（Christian Growth Ministries; CGM）。
牧羊人運動的興起，源於對許多美國教會所特有的軟弱委身、膚淺社群和普遍世俗化的擔憂。但他們的解決方案是超出《聖經》之外的要求——加入家庭小組，包括由家庭小組組長、長老或牧師「遮蓋」生活中的決定。這些決定包括在哪裡生活和工作、與誰結婚、生病時是否看醫生等。
在運動的頂峰時期，他們擁有一個全國性的追隨者網絡，這些追隨者組成了羊群和牧羊人的金字塔。據稱通過這個金字塔，命令向下傳遞，而向上傳遞的是什一奉獻。所形成的關係在神學上被稱為「盟約關係」。細胞小組網絡形成了，成員必須服從「牧羊人」，而「牧羊人」又要服從勞德代爾堡五人或他們的下屬。「⋯⋯大量靈恩運動的牧師開始接受 CGM 領導人的牧養，這是一個未知的發展，但並非沒有人注意到。之所以說它是未知的，是因為這些關係是個人性的，而不是機構的，所以從來沒有公佈過被 CGM 領袖牧養的牧師和會眾的名單⋯⋯」。
該運動發展過程中經歷許多爭議和衝突，勞德代爾堡五人組最終分道揚鑣。Derek Prince 和 Bob Mumford 都公開與該運動教義保持距離。Derek Prince 於 1983 年退出，並表示他相信「我們犯了加拉太的錯誤：我們從聖靈入門，很快卻墮落到肉體中去了。」
Bob Mumford 於 1989 年 11 月發表了「向基督身體正式悔改之聲明」，並被引述說：「我悔改。我請求寬恕。」在同一篇文章中，Bob Mumford 還承認了因他關於順服的教導而發生的虐待行為；他決定公開「懺悔」，因為他要對建立起這個因濫用權力而傷害許多人的系統負起責任。他承認，「不健康的順服導致了對人間領袖不合常理及不符聖經的服從」。他對這些濫權的行為承擔個人責任，說其中許多是在他的領導之下發生的。
時至今日，牧羊人運動在多大程度上仍持續存在，並不十分清楚。S. David Moore 在關於牧羊人運動的書中，包括對許多相關人士的採訪（The Shepherding Movement: Controversy and Charismatic Ecclesiology, 2004）。牧羊人運動的意識形態在一些團體中延續至今，如起源於韓國的大學生研經宣教會（University Bible Fellowship; UBF）。其他受到牧羊人運動教義影響的團體有：示羅之屋（Shiloh houses）、國際基督教會（International Churches of Christ; ICOC）、主必要來校園事工（Maranatha Campus Ministries）、耶穌子民・美國（Jesus People USA）和大使命國際（Great Commission International; 現名為大使命事工／大使命教會聯合）。